# Amblystegium subtile
Amblystegium subtile là một loài rêu trong họ Amblystegiaceae. Loài này được Hedw. Schimp. mô tả khoa học đầu tiên năm 1853.